# Laplace (1919)
Laplace (Q111) – francuski oceaniczny okręt podwodny z okresu międzywojennego, trzecia jednostka typu Lagrange. Została zwodowana 12 sierpnia 1919 roku w stoczni Arsenal de Rochefort, a ukończono ją w 1921 roku. Okręt służył w Marine nationale do 1935 roku. 

## Projekt i budowa
„Laplace” zamówiony został na podstawie programu rozbudowy floty francuskiej z 1913 roku. Okręt zaprojektował inż. Julien Hutter, lekko modyfikując swój poprzedni projekt Dupuy de Lôme, zakładając zastosowanie dwóch turbin parowych systemu Parsonsa o mocy 2000 koni mechanicznych (KM) każda przy niewielkim wzroście wyporności. W trakcie budowy z pomysłu zrezygnowano, wyposażając okręt w silniki Diesla.
„Laplace” zbudowany został w Arsenale w Rochefort. Stępkę okrętu położono w 1913 roku, a zwodowany został 12 sierpnia 1919 roku. Otrzymał nazwę na cześć wybitnego francuskiego osiemnastowiecznego matematyka Laplace’a.

## Dane taktyczno–techniczne
„Laplace” był dużym, oceanicznym okrętem podwodnym. Długość całkowita wynosiła 75,2 metra, szerokość 6,39 metra i zanurzenie 3,62 metra. Wyporność w położeniu nawodnym wynosiła 920 ton, a w zanurzeniu 1318 ton. Okręt napędzany był na powierzchni przez dwa silniki Diesla Sulzer o łącznej mocy 2600 KM. Napęd podwodny zapewniały dwa silniki elektryczne Belfort o łącznej mocy 1640 KM. Dwuśrubowy układ napędowy pozwalał osiągnąć prędkość 16,5 węzła na powierzchni i 11 węzłów w zanurzeniu. Zasięg wynosił 4300 Mm przy prędkości 10 węzłów w położeniu nawodnym oraz 125 Mm przy prędkości 5 węzłów pod wodą. Dopuszczalna głębokość zanurzenia wynosiła 50 metrów.
Okręt wyposażony był w osiem wyrzutni torped kalibru 450 mm (cztery wewnętrzne na dziobie, dwie na rufie i dwie zewnętrzne), z łącznym zapasem 10 torped oraz dwa pokładowe działa kal. 75 mm z zapasem amunicji wynoszącym 440 naboi. Załoga okrętu składała się z 4 oficerów oraz 43 podoficerów i marynarzy.

## Przebieg służby
„Laplace” został wcielony do służby w Marine nationale w 1921 roku. Jednostka otrzymała numer taktyczny Q111. Okręt pełnił służbę na Morzu Śródziemnym do lipca 1935 roku, kiedy skreślony został z listy floty.